# La mujer del león
La mujer del león es una película en blanco y negro de Argentina dirigida por Mario C. Lugones, sobre el guion de Carlos A. Petit, según la obra teatral El señor de las 5, de Charles-Maurice Hennequin y Pierre Veber, que se estrenó el 5 de septiembre de 1951 y que tuvo como protagonistas a Amelita Vargas, Héctor Calcaño, Carlos Castro "Castrito", María Esther Gamas y Miguel Gómez Bao.

## Sinopsis
Una bailarina y cantante, un cambio de personalidad y dos hombres que se la disputan.

## Reparto
- Amelita Vargas
- Héctor Calcaño
- Carlos Castro "Castrito"
- María Esther Gamas
- Miguel Gómez Bao
- María Esther Podestá
- Ramón J. Garay
- Antonio Martiánez
- Nelly Panizza
- Nenina Fernández
- Olga Gatti
- Julio Bianquet
- Sara Santana
- Antonio Pitta
- Pepe Antonio
- Carlos Morasano
- Eduardo de Labar
- Arturo Arcari
- Julio Heredia

## Comentarios
La crónica de Noticias Gráficas dijo:

”Conserva un remoto parentesco con las situaciones de la obra original y ninguno con el chispeante y siempre oportuno ingenio de los conocidos comediógrafos que deben tantos éxistos a la comedia francesa…La libertad que se adopta frente al libro…no beneficia por otra parte al espectáculo que comentamos.”

Por su parte la revista Set opinó:

”De técnica elemental y mal gusto en el diálogo se ha perdido en la intención una comedia que llevada a la pantalla..podría haber figurado entre las mejores filmadas en nuestro medio.”